# Lindaupark
Der Lindaupark ist ein Einkaufszentrum in der Stadt Lindau (Bodensee). Es wurde im Jahr 2000 eröffnet und befindet sich am Berliner Platz im Lindauer Stadtteil Reutin gegenüber dem Bahnhof Lindau-Reutin.

## Geschichte
Der Lindaupark ist ein Einkaufszentrum in Lindau (Bodensee), Bayern. Es wurde am 26. Oktober 2000 eröffnet und befindet sich im Stadtteil Reutin am Berliner Platz, gegenüber dem Bahnhof Lindau-Reutin. Mit einer Verkaufsfläche von rund 17.000 m² beherbergt das Zentrum etwa 42 Einzelhandels- und Gastronomiebetriebe auf drei Etagen. Es verfügt über rund 700 Parkplätze und ist gut mit dem Auto sowie öffentlichen Verkehrsmitteln erreichbar.
Der Bau des Lindauparks begann im Juli 1999 durch die Feneberg Lebensmittel GmbH. Im Jahr 2024 wurde das Einkaufszentrum an die Ravensburger Immobiliengesellschaft Monvue verkauft, die auch eine energetische Sanierung und Erweiterung um rund 5.000 m² plant.
Seit seiner Eröffnung hat der Lindaupark über 53 Millionen Besucher angezogen und veranstaltet regelmäßig Events wie Faschingsbälle, Open-Air-Kinos und Modeschauen.

## Daten
Die Verkaufsfläche erstreckt sich über 17.000 m², die sich auf rund 40 Einzelhandels- und Gastronomiebetriebe über drei Geschosse verteilen. Das Einzugsgebiet der Kunden erstreckt sich von der Region um Lindau bis nach Vorarlberg, Schweiz und Liechtenstein.